# 复旦政治哲学评论
《复旦政治哲学评论》是复旦大学国际关系与公共事务学院自2010年起主办的学术辑刊。现为年刊，出版单位为上海人民出版社。

## 简介
《复旦政治哲学评论》是中国第一本政治哲学专业性学术辑刊，依托复旦大学政治哲学学科博士点。第一辑与2010年出版，截至2021年已出版13辑。 每辑一般都设有专题，另其他栏目。
原主编邓正来2013年去世，之后由洪涛接任主编一职。

## 书目
- 《复旦政治哲学评论（第1辑）》，上海：上海人民出版社，2010年[8]
- 《复旦政治哲学评论（第2辑）》，上海：上海人民出版社，2010年
- 《复旦政治哲学评论（第3辑）》，上海：上海人民出版社，2011年
- 《复旦政治哲学评论（第4辑）》，上海：上海人民出版社，2013年
- 《复旦政治哲学评论（第5辑）——马基雅维利与古人》，上海：上海人民出版社，2014年
- 《复旦政治哲学评论（第6辑）——世俗与后世俗》，上海：上海人民出版社，2015年
- 《复旦政治哲学评论（第7辑）——康德的法哲学》，上海：上海人民出版社，2015年
- 《复旦政治哲学评论（第8辑）——历史境遇中的自由主义》，2016年
- 《复旦政治哲学评论（第9辑）——卢梭的难题》，上海：上海人民出版社，2018年[9]
- 《复旦政治哲学评论（第10辑）——寻访马克思》，上海：上海人民出版社，2018年
- 《复旦政治哲学评论（第11辑）——汉代经学与政治》，上海：上海人民出版社，2019年
- 《复旦政治哲学评论（第12辑）——韦伯与现代文明危机》，上海：上海人民出版社，2020年
- 《复旦政治哲学评论（第13辑）——荷马与西方传统》，上海：上海人民出版社，2021年